# Convento di San Lorenzo Maggiore
Il convento di San Lorenzo Maggiore è un convento ubicato a Napoli, adiacente alla basilica di San Lorenzo Maggiore: al suo interno trova sede il Museo dell'Opera mentre nei sotterranei sono gli scavi archeologici dell'antico mercato di Neapolis.

## Storia
Il convento seguì le vicende storiche dell'annessa basilica: fu costruito all'inizio del XIII secolo per poi essere riedificato per volere di Carlo I d'Angiò nel 1270 per ospitare i frati francescani. Nel 1343 Francesco Petrarca fu ospitato nel convento: durante il suo soggiorno, il 25 novembre, si verificò un maremoto che colpì Napoli e che egli descrisse in una lettera indirizzata all'amico Giovanni Colonna. Nel 1443 nel refettorio Alfonso I assegnò il titolo di duca di Calabria al suo figlio illegittimo Ferrante.
Durante la soppressione degli ordini monastici durante il decennio francese, i francescani furono costretti ad abbandonare il convento, per poi ritornare con la restaurazione dei Borbone.

## Descrizione

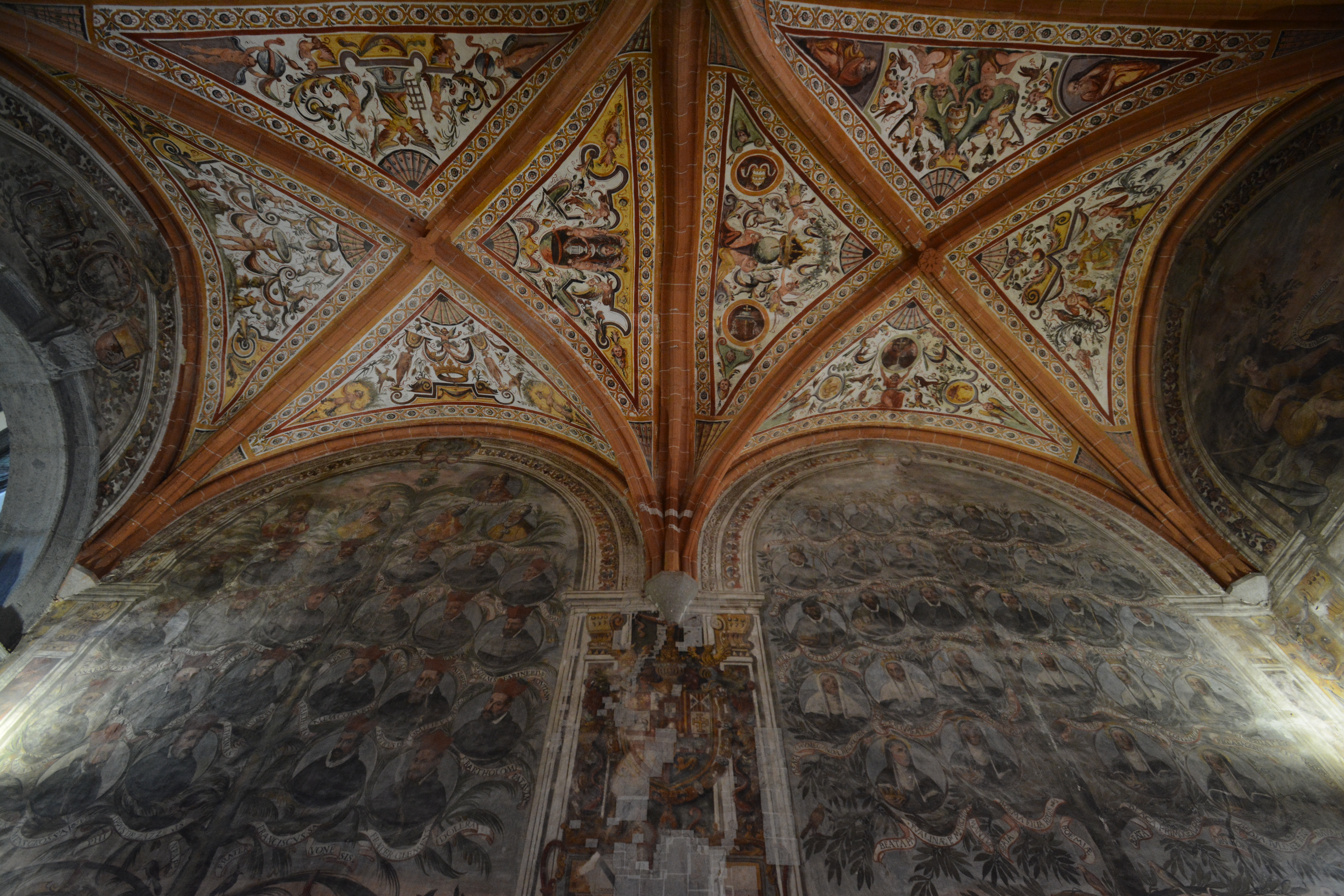
Affreschi della sala capitolare

La facciata del convento, posizionata perpendicolarmente a quella della basilica e affiancata sulla destra al campanile, ha un ampio portale d'ingresso sormontato da un balcone disegnato da Lorenzo Vaccaro: sopra al balcone sono posti dal XIX secolo gli stemmi della città di Napoli e quelli dei sedili del Popolo, Forcella, Portanova, Porta, Nilo, Capuana e Montagna. Superato l'androne, sulla sinistra è il chiostro con al centro il pozzo realizzato da Cosimo Fanzago: nel colonnato del chiostro sono raccolti pezzi di marmo provenienti dalla chiesa. Lungo il lato sinistro è una porta che conduce all'interno della basilica sulla cui sommità è l'affresco Madonna col Bambino e devoto, attribuito a Montano d'Arezzo, e accanto è la tomba di Enrico Puderico, opera di Giovanni da Nola.
Sul lato nord, tra due quadrifore in tufo, è il portale che conduce all'interno della sala capitolare: in origine questo era sormontato dall'affresco San Francesco dà la regola ai frati e alle clarisse, poi staccato per essere custodito all'interno del Museo dell'Opera. La sala capitolare si presenta in stile gotico: ha un'altezza di 7 metri, una larghezza di 16 e una profondità di 12; al centro sono poste due colonne in granito di epoca romana che reggono le sei volte a crociera. Le volte sono affrescate con pitture di decorazioni a grottesche, tra cui un'Immacolata, mentre alle pareti è l'affresco dell'Albero francescano, all'interno del quale si riconoscono dottori della chiesa, papi, cardinale e santi: le pitture sono di Luigi Rodriguez e datate 1608.

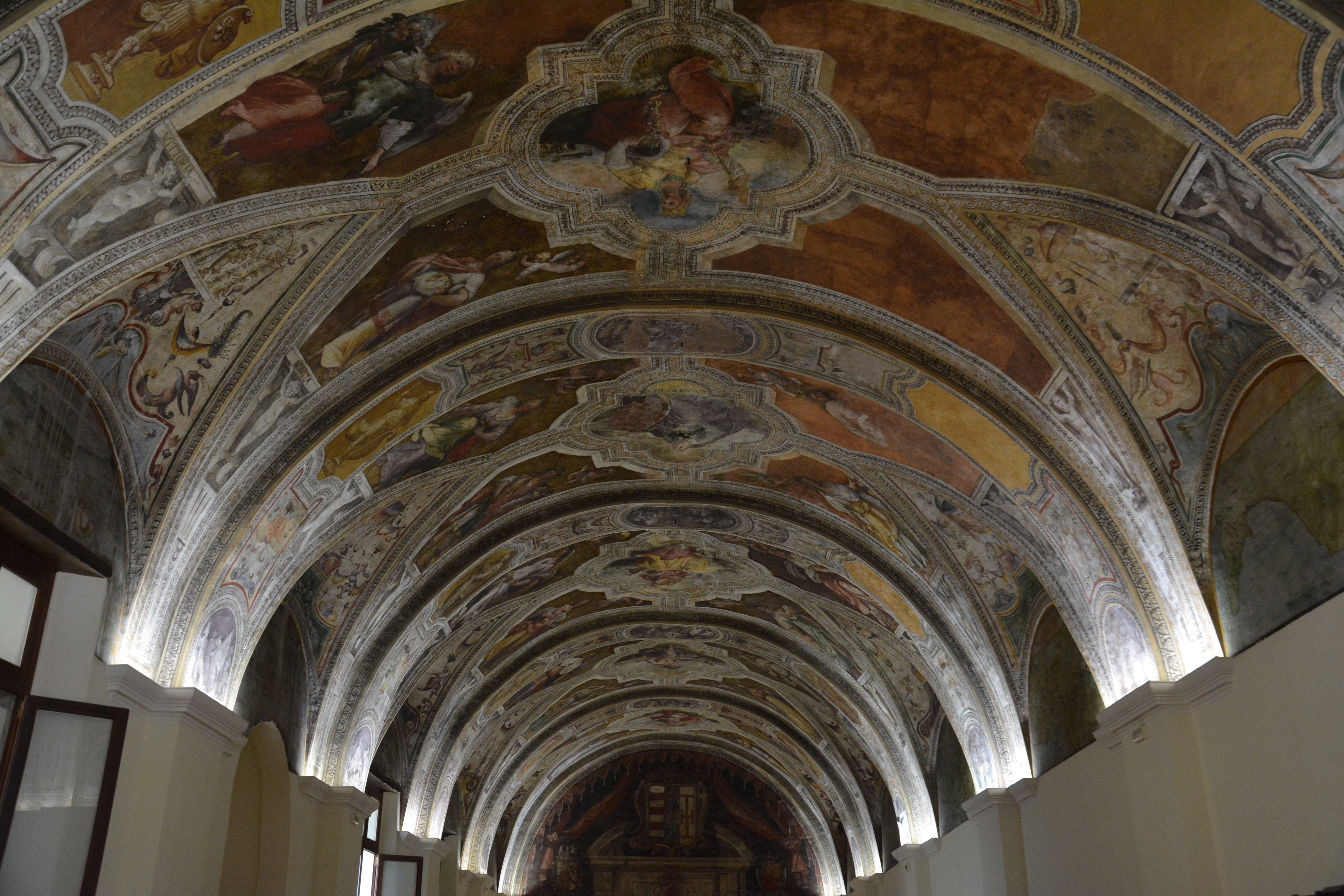
Volta della sala Sisto V

All'intersezione del lato nord con quello di destra del colonnato è un ambiente che funge da vestibolo, probabilmente in origine affrescato come doveva essere il resto del chiostro, con colonne di epoca sveva, che ospita un portale con una lunetta con l'affresco di San Lorenzo, di Giovanni da Nola. Superato il portale di accede al refettorio o anche sala Sisto V: si tratta di una sala lunga circa 40 metri e larga 10; venne realizzata nel 1230 o comunque in un periodo precedente in quanto nel 1972 sulla parte sinistra furono scoperte dei resti di trifore di epoca sveva. Quando i francescani dovettero temporaneamente lasciare il convento durante il decennio francese, la sala venne utilizzata come mensa dalle guardie municipali e successivamente come magazzino del teatro di San Carlo. La volta è divisa in sette scomparti e ognuno al centro presenta l'affresco di una virtù, ossia Clemenza, Gravità, Provvidenza, Dignità Regia, Magnificenza, Magnanimità e Affidabilità, tutte contornate da quattro virtù minori. Nelle lunette degli scomparti sono affrescate le Province napoletane, di cui ne restano superstiti sei: tutte le pitture sono opera di Luigi Rodriguez. Dalla base e per un'altezza di quattro metri, le pareti non presentano affreschi: in origine infatti queste erano decorate con arazzi e stoffe pregiate.
Accanto alla sala capitolare, una scala conduce agli scavi archeologici: si tratta principalmente dei resti del macellum con annesse botteghe e strade della Neapolis greco-romana.
Le sale del convento ospitano dal 2005 il Museo dell'Opera di San Lorenzo Maggiore mentre un'altra ala è adibita a foresteria.